# Плутон (бог)
Плутон (латински: Plūtō; грч. Πλούτων, Ploútōn) у римској митологији бог подземног света, син Сатурнов и Опин, брат Јупитеров и Нептунов. Раније име бога било је Хад, што је постало уобичајеније као име самог подземља. У древној грчкој религији и митологији, Плутон представља позитивнији концепт бога који председава загробним животом. Ploutōn је често био повезиван са Плутом, грчким богом богатства, јер је минерално богатство пронађено у подземљу, и зато што је подземни бог Плутон владао дубоком земљом која је садржавала семе неопходно за богату жетву. Име Ploutōn ушло је у широку употребу са Елеусинским мистеријама, у којима је Плутон био обожаван као строги владар и као Персефонин вољени муж. Пар је примао душе у загробном животу и они се помињу заједно у верским натписима, при чему се називају се Плутон и Коре. Хад је, у контрасту с тим, имао неколико храмова и религиозних пракси, и он је приказиван као мрачни и насилни отмичар Персефоне.
Плутон и Хад се разликују по карактеру, али нису различите фигуре и деле два доминантна мита. У грчкој космогонији, овај бог је примио владавину подземљем, у троделној подели суверенитета над светом, при чему је његов брат Зевс владао небом, а његов други брат Посејдон је био суверен мора. Његов главни наратив у миту је о његовој отмици Персефоне, да би била његова жена и краљица његовог царства. Plouton као име владара подземног света први пут се појављује у грчкој литератури класичног периода, у делима атенских драматичара и филозофа Платона, који је главни грчки извор по његовом значају. Под именом Плутон, бог се појављује у другим митовима у споредној улози, углавном као поседник предмета потраге, а посебно у силаску Орфеја или других јунака у подземни свет.
Plūtō (генитив Plūtōnis) је латинизована форма грчког имена Plouton. Римљански еквивалент Плутона је Дис Патер, чије име најчешће значи „богати отац” и можда је директан превод имена. Плутон је такође идентификован са опскурним римским Оркусом, попут Хада именом бога подземља и подземља као места. Позајмљено грчко име Плутон понекад се користи за владара мртвих у латинској литератури, због чега неки приручници о митологији погрешно тврде да је Плутон био римски еквивалент Хада. Плутон (Pluton на француском и немачком, Plutone на италијанском) постаје најчешће име класичног владара подземља у каснијој западној литератури и другим уметничким облицима.

## Хесиод
Име Плутон се не јавља у грчкој литератури из архајског периода. У Хесиодовој Теогонији, шесторо деце Хрона и Рее су Зевс, Хера, Посејдон, Хад, Деметер и Хестија. Мушка деца деле свет у три области. Хад силом узима Персефону од њене мајке Деметер, уз сагласност Зевса. Плутос, „Богатство”, појављује се у Теогонији као дете Деметера и Јасиона: „добри Плутус, који иде целом земљом и широком површином мора, и ко год да га сретне и дође у његове руке, тог човека он учини богатим, и он му даје велико богатство.” Унија Деметре и Јасиона, описана такође у Одисеји, одвила се на плодоредном пољу које је било орано три пута, у оном што изгледа као референца на обредну копулацију или симпатетичку магију како би се осигурала плодност земље. „Сличност имена Плутос на Плутон ...”, примећено је, „не може бити случајна. Плутон је господар мртвих, али као Персефонин супруг има озбиљног учешћа у моћима плодности.” Деметрин син Плутус спаја се у наративној традицији са својим зетом Плутоном, редефинишући непогрешивог возача кочија Хада чији коњи газе цветајућу земљу.
Да је бог подземља био рано повезан с успехом у пољопривредној делатности, евидентно је већ у Хесиодовим Пословима и данима, редови 465-469: „Моли се Зевсу од Земље и чистој Деметер да свето зрно Деметрино учине здравим и тешким, чим будеш започео са орањем, када својом руком држиш крај плуга и спусти свој штап на леђа волова док својим јармовима вуку плуг.”

## Етимологија
Плутон значи „богат”, а долази од грчке речи ploutos – „богатство”. Грци су Хада такође звали Плутон, а Римљани су касније преузели то име за свог бога. У грчком језику, Плутон се пише Πλούτων (Ploutōn). Плутоново име је повезано и са грчким подземним богом Плутосом, који је син Хада и Перзефоне. Од Плутоновог или Плутосовог имена потиче реч плутократија. Друга Плутонова имена су Плуто, Дис Патер и Ојбулеј. По њему је названа једна патуљаста планета.

## Опис
Плутон је син Опс и Сатурна, брат Весте, Јуноне, Церере, Јупитера и Нептуна, унук Целуса и Тере. Он је старији од своје браће, али млађи од сестара. Сатурн је прогутао свако своје дете, осим Јупитера, којег је Опс скрила. Кад је Јупитер постао краљ, завладао је небом; Нептун је добио море, а Плутон подземље. Браћа су Церери дали површину Земље на власт. Плутон је владар подземља, које се зове Хад, као и у грчкој митологији. Њему долазе душе мртваца. Приказиван је уз пса Кербера, са штапом и са кацигом која га чини невидљивим (ови су атрибути директно пренети из грчке митологије).

## Отмица Прозерпине
Јупитер је оженио Јунону, а Нептун Салацију. Ни једна божица није хтела Плутона за мужа. Венера, божица лепоте и љубави, хтела је да донеси љубав Плутону. Послала је свог сина Амора да испали чаробну стрелу љубави према Плутону. Плутон је погођен и заљубио се у своју нећакињу Прозерпину, Јупитерову и Церерину кћер. Прозерпина је била на Сицилији, на острву које је њена мајка јако волела. Играла се са нимфама и брала цвеће. Из вулкана Етна дошао је Плутон и одвео је у подземље. Прозерпина је постала краљица подземља. Церера је прошла целу Земљу тражећи своју кћер. Била је врло тужна те је заборавила на усеве и плодове, па је природа опустела. Одбила се вратити на планину Олимп. Ходала је Земљом стварајући пустињу. Јупитер је био забринут за своју сестру Цереру и своју кћер Прозерпину па је послао Меркура, свог сина, да нађе Прозерпину код Плутона. Плутон је одбио да пусти своју жену, тврдећи да је она његова. Међутим постигнут је договор, да Прозерпина остане шест месеци код њега, а остатак године код мајке. То је довело до смене годишњих доба.